# Heisteria trillesiana
Heisteria trillesiana är en tvåhjärtbladig växtart som beskrevs av Jean Baptiste Louis Pierre. Heisteria trillesiana ingår i släktet Heisteria och familjen Erythropalaceae. Inga underarter finns listade i Catalogue of Life.